# الجرفوش (المحفد)

تعديل مصدري - تعديل

الجرفوش هي إحدى قرى عزلة المحفد بمديرية المحفد التابعة لمحافظة أبين، بلغ تعداد سكانها 69 نسمة حسب تعداد اليمن لعام 2004.